# Desmodora
Desmodora is een geslacht van vrij in zee levende rondwormen uit de familie van de Desmodoridae. De wetenschappelijke naam van de soort is voor het eerst geldig gepubliceerd in 1889 door Johannes Govertus de Man. Als typesoort duidde hij de soort aan die Bütschli oorspronkelijk Spilophora communis had genoemd. De Man beschreef tevens de nieuwe soort Desmodora scaldensis (genoemd naar de Schelde), gevonden in de Westerschelde nabij Walcheren (net als D. communis).
Enkele soorten uit dit geslacht leven in het sediment van de diepzee nabij hydrothermale bronnen; dit is het geval voor Desmodora alberti op 2000 m diepte in de Oost-Pacifische Rug en Desmodora marci in het Lau Basin (nabij Tonga in de Grote Oceaan), tot 1700 m diepte.